# Synagoge (Brauneberg)
Die Synagoge in Brauneberg (bis 1925 Dusemond) wurde in der zweiten Hälfte des 19. Jahrhunderts in der Hauptstraße 75 (heutige Moselweinstraße 145) errichtet. Bei den Novemberpogromen 1938 wurde die Synagoge verwüstet. Nach dem Krieg diente das Gebäude als Scheune. 1986 wurde das Gebäude, das von 1981 bis zu diesem Zeitpunkt unter Denkmalschutz gestanden hatte, unter Auflagen für den Neubau abgerissen und ein heute als Lokal genutztes Gebäude an der Stelle errichtet.

## Synagoge
Die Synagoge wurde in der zweiten Hälfte des 19. Jahrhunderts in der Hauptstraße 75 (heutige Moselweinstraße 145) in einem Gebäude aus dem 18. Jahrhundert errichtet. Die genaue Nutzungsdauer ist nicht bekannt. Vermutlich wurde sie bis 1937, dem Zeitpunkt ab dem die jüdische Gemeinde an die Synagogengemeinde Niederemmel angeschlossen wurde, genutzt. Bei der Synagoge handelte es sich um einen traufständigen Putzbau mit Satteldach. Der Betsaal befand sich im Obergeschoss, das in Fachwerkbauweise ausgeführt war. Dieses besaß zur Straße hin drei Rundbogenfenster. Eine Frauenempore war nicht vorhanden. Der Bereich für die Frauen war durch ein Holzgitter abgetrennt. Der Betsaal war an den Innenwänden mit floralen Schablonenmalereien verziert. Bei den Novemberpogromen 1938 wurde die Inneneinrichtung der Synagoge durch Mitglieder der SA verwüstet. Da ein Übergreifen der Flammen auf die angrenzenden Gebäude befürchtet wurde, wurde die Synagoge nicht in Brand gesetzt. Nach dem Krieg wurde die ehemalige Synagoge als Scheune genutzt und ein rechtwinkliges Scheunentor in die Mauer gebrochen. 1981 wurde das Gebäude unter Denkmalschutz gestellt. Da keinerlei Unterhaltungsmaßnahmen vom Eigentümer unternommen wurde verfiel das Gebäude. 1984 wurde vom Eigentümer ein Antrag auf Abrissgenehmigung gestellt. Von Seiten der Gemeinde, der Verbandsgemeinde, der Kreisverwaltung und des Landesamtes für Denkmalpflege Rheinland-Pfalz wurden Bemühungen angestrengt, dass Gebäude zu erhalten. Bautechnische Untersuchungen zeigten dann aber, dass das Gebäude nicht mit einem vertretbaren finanziellen Aufwand erhalten werden konnte. 1986 wurde der Denkmalschutz aufgehoben und die Abrissgenehmigung erteilt. Allerdings mit der Auflage, dass das Eingangsportal an derselben Stelle, an der es sich in der Synagoge befunden hatte, in den Neubau integriert werden musste. Der Neubau, der heute als Lokal genutzt wird, orientiert sich zur Straßenseite hin an der ehemaligen Synagoge. So sind die drei Fenster im Obergeschoss als Rundbogenfenster ausgeführt. Anstelle des Eingangs wurde im Erdgeschoss ein Rundbogenfenster eingefügt, dass von dem ehemaligen Eingangsportal der Synagoge eingefasst wird. An der Fassade ist eine Gedenktafel angebracht. Die Inschrift lautet:
Im Gedenken

an die jüdischen Mitbürger der

Gemeinde Dusemond - Brauneberg.

In diesem Haus befand sich die

jüdische Synagoge, die in der

Reichspogromnacht 1938

zerstört wurde

## Jüdische Gemeinde Brauneberg
Erste Juden siedelten im 18. Jahrhundert auf dem Gebiet von Brauneberg. 1896 wurden die jüdischen Gemeinden in Mülheim an der Mosel, Veldenz, Lieser und Wintrich an die jüdische Gemeinde Brauneberg angeschlossen. Die Gemeinde verfügte über eine Religionsschule. Darüber, ob ein eigener Lehrer von der Gemeinde angestellt war liegen keine Informationen vor. Die Verstorbenen wurden auf dem jüdischen Friedhof in Brauneberg beigesetzt. 1937 war die Zahl der Mitglieder der jüdischen Gemeinde so weit zurückgegangen, dass diese an die Synagogengemeinde Niederemmel angeschlossen wurde. Die letzten jüdischen Einwohner wurden im Oktober 1941 deportiert.

### Entwicklung der jüdischen Einwohnerzahl
| Jahr | Juden   | Jüdische Familien | Bemerkung                                                               |
| ---- | ------- | ----------------- | ----------------------------------------------------------------------- |
| 1843 | 18      |                   |                                                                         |
| 1895 | 42      |                   |                                                                         |
| 1924 | 25 (86) |                   | In Klammern Brauneberg inklusive Mülheim, Veldenz, Lieser und Wintrich. |
| 1927 | 27      |                   |                                                                         |
| 1933 | 20 (62) |                   | In Klammern Brauneberg inklusive Mülheim, Veldenz, Lieser und Wintrich. |

Quelle: alemannia-judaica.de; Stefan Fischbach, Ingrid Westerhoff: „… und dies ist die Pforte des Himmels“
Das Gedenkbuch – Opfer der Verfolgung der Juden unter der nationalsozialistischen Gewaltherrschaft 1933–1945 und die Zentrale Datenbank der Namen der Holocaustopfer von Yad Vashem führen 39 Mitglieder der jüdischen Gemeinschaft Brauneberg (mit Veldenz und Mülheim) (die dort geboren wurden oder zeitweise lebten) auf, die während der Zeit des Nationalsozialismus ermordet wurden.